# 운보문화재단
운보문화재단은 한국미술문화발전에 이바지하고 한국미술문화에 대한 일반인의 이해 증진과 미술인구의 저변 확대할 목적으로 2001년 3월 9일 설립된 문화체육관광부 소관의 재단법인이다. 사무실은 충청북도 청주시 청원구 내수읍 형동리 428-2에 있다.

## 주요 사업
- 운보미술상 제정을 통한 신인작가 발굴 및 지원 육성
- 운보의 자료수집보존관리 및 전시
- 운보 작품의 보존처리, 전시 등에 관한 전문적이고 학술적인 조사연구
- 미술관 설립 운영

## 같이 보기
- 김기창
- 운보미술관